# جیبرکورت
جیبرکورت (به فرانسوی: Gibercourt) یک کمون (فرانسه) در فرانسه است که در ان (ا-دو-فرانس) واقع شده‌است. جیبرکورت ۲٫۶۹ کیلومتر مربع مساحت دارد.